# Salix erioclada
Salix erioclada är en videväxtart som beskrevs av H. Lév. och Eugène Vaniot. Salix erioclada ingår i släktet viden, och familjen videväxter. Inga underarter finns listade i Catalogue of Life.